# José María Vallés
José María Vallés y Ribot (Barcelona, 1849-Vallvidrera, 1911) fue un político español de ideología republicana.

## Biografía
Nacido en 1849, fue militante republicano y federalista.
Estudió derecho penal en Barcelona y fue miembro tanto de la Real Academia de Jurisprudencia y Legislación de Cataluña como de la Real Academia de Jurisprudencia y Legislación de España. Desde muy joven militó en el Partido Republicano Democrático Federal y en 1873 fue elegido diputado a las Cortes Constituyentes de la Primera República Española. También fue el primer presidente del Centro Federalista de Barcelona, diputado provincial y corredactor del Projecte de constitució per a l'estat català (1883), y representó a varios distritos catalanes en las Cortes a lo largo de legislaturas sucesivas. 
En 1898 fue encarcelado por oponerse al embarque de tropas hacia la guerra de Cuba.
Fundó los periódicos republicanos El Federalista, La Voz de Cataluña y La Región Catalana, y ayudó electoralmente a la Unión Republicana de Nicolás Salmerón en 1903 y 1905. A la muerte de Francisco Pi y Margall se convirtió en el líder más destacado del federalismo catalán, y procuró independizarlo del republicanismo español y hacerlo más sensible a la reivindicación catalanista. En este sentido, en 1905 representó su partido en el movimiento Solidaridad Catalana, que presidió al morir Salmerón, y en 1910 favoreció la fusión con otros partidos que originaría la Unión Federal Nacionalista Republicana, formación de la que fue el primer presidente. Falleció en 1911.

## Obras
- La asociación, el municipio, el cantón y la federación (1872)